# Caractere bell
O caractere BEL, ou Bell, é um caractere de controle da tabela ASCII, cujo código é 7 (^G). Quando ele é enviado a uma impressora ou terminal de computador, nada é impresso. Ao invés disso um sinal audível é emitido.